# Бредюк Микола Никандрович
Микола Никандрович Бредюк (нар. 1920, село Стольне, тепер Менського району Чернігівської області — ?) — український радянський діяч, машиніст молотарки МК-1100 Березнянської МТС Менського району Чернігівської області. Депутат Верховної Ради СРСР 3—4-го скликань.

## Життєпис
Народився в селянській родині. У 1937 році вступив до комсомолу.
З 1941 року — в Червоній армії, учасник радянсько-японської війни. Служив командиром відділення 625-ї окремої інженерно-десантної роти інженерного відділу Тихоокеанського флоту.
Після демобілізації — машиніст молотарки МК-1100 Березнянської машинно-тракторної станції (МТС) Менського району Чернігівської області. У 1949 році став ініціатором руху за впровадження погодинного графіка роботи в сільському господарстві.
Член ВКП(б) з 1950 року.
На 1954 рік — студент Ніжинського технікуму механізації сільського господарства Чернігівської області. Потім закінчив факультет механізації Української сільськогосподарської академії.
Після закінчення академії — головний інженер колгоспу «Праця» села Стольне Менського району Чернігівської області.
Потім — на пенсії в селі Стольне Менського району Чернігівської області.

## Звання
- молодший сержант

## Нагороди
- медаль «За відвагу» (30.10.1945)
- Сталінська премія ІІІ ст. (1949)